# Saunasaari (ö i Södra Savolax, Nyslott, lat 61,73, long 28,95)
Saunasaari är en ö i Finland. Den ligger i sjön Pihlajavesi och i kommunen Nyslott i  landskapet Södra Savolax, i den sydöstra delen av landet, 270 km nordost om huvudstaden Helsingfors. Öns area är 91,7 hektar och dess största längd är 2,4 kilometer i sydöst-nordvästlig riktning.